# John Hoeven
assinatura
John Henry Hoeven III (Bismarck, Dakota do Norte, 13 de março de 1957) é um banqueiro e político dos Estados Unidos da América, mais conhecido por ser membro do Partido Republicano, foi governador do Dakota do Norte entre 2000 e 2010, atualmente é senador da república dos Estados Unidos pelo Dakota do Norte, tem um mandato entre 3 de janeiro de 2011 a 3 de janeiro de 2017.